# ساسلو
ساسلو (به ایتالیایی: Sassello) یک کومونه در ایتالیا است که در استان ساونا واقع شده‌است. ساسلو ۱۰۰٫۴۵ کیلومتر مربع مساحت و ۱٬۸۳۶ نفر جمعیت دارد و ۴۰۵ متر بالاتر از سطح دریا واقع شده‌است.

## خواهرخوانده
شهر Les Alqueries خواهرخواندهٔ ساسلو هست.